# Grand Prix Formule 1 van Hongarije 2008

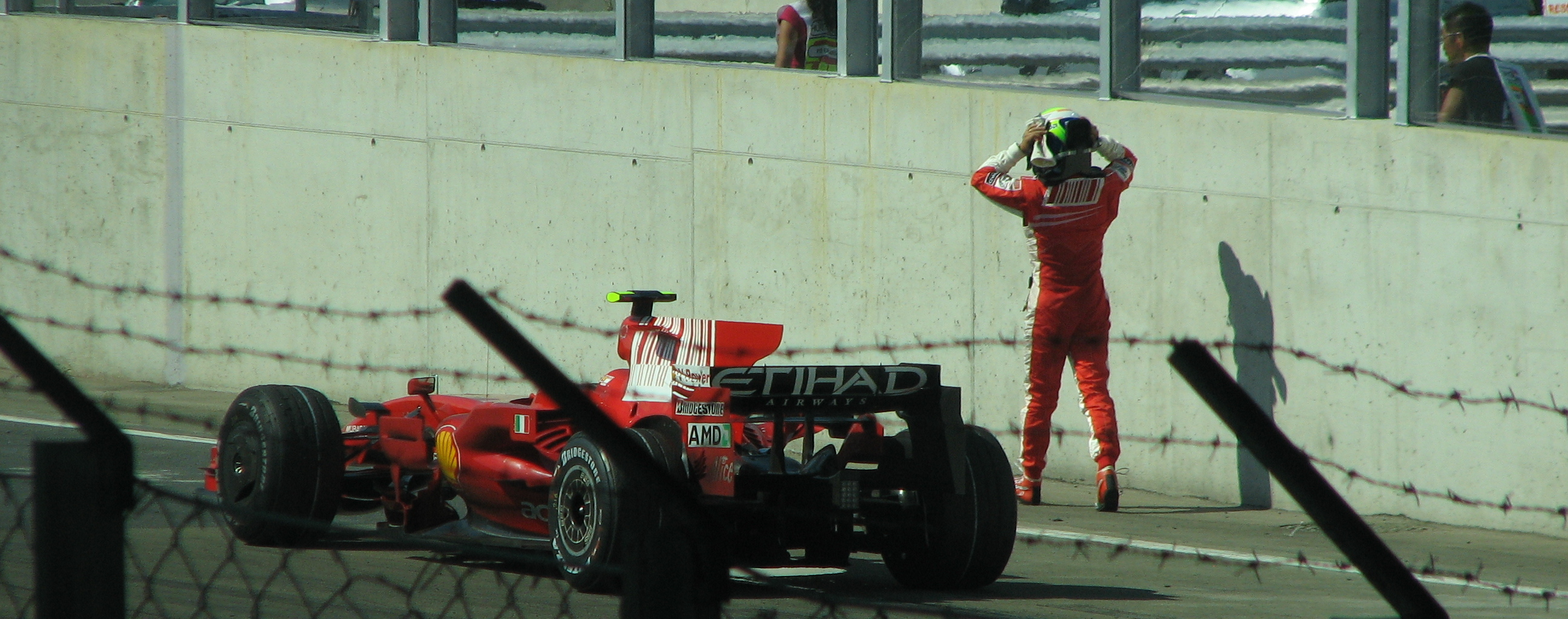
Felipe Massa valt uit met motorpech.

De Grand Prix Formule 1 van Hongarije 2008 werd verreden op 3 augustus op de Hungaroring in Mogyoród nabij Boedapest. Het was de elfde race uit het kampioenschap. McLaren-rijder Heikki Kovalainen won de race. Timo Glock werd tweede en Kimi Räikkönen kwam op de derde plaats over de finish. Lewis Hamilton had tijdens de veertigste ronde een lekke band en eindigde op de vijfde plaats. Felipe Massa die tijdens de race 60 van de 70 ronden aan de leiding had gereden, gaf drie ronden voor het einde van de race op met motorpech.

## Kwalificatie
| Pos. | Nr. | Coureur              | Constructeur        | Q1       | Q2        | Q3       | Grid |
| ---- | --- | -------------------- | ------------------- | -------- | --------- | -------- | ---- |
| 1    | 22  | Lewis Hamilton       | McLaren-Mercedes    | 1:19.376 | 1:19.473  | 1:20.899 | 1    |
| 2    | 23  | Heikki Kovalainen    | McLaren-Mercedes    | 1:19.945 | 1:19.480  | 1:21.140 | 2    |
| 3    | 2   | Felipe Massa         | Ferrari             | 1:19.578 | 1:19.068  | 1:21.191 | 3    |
| 4    | 4   | Robert Kubica        | BMW Sauber          | 1:20.053 | 1:19.776  | 1:21.281 | 4    |
| 5    | 12  | Timo Glock           | Toyota              | 1:19.980 | 1:19.246  | 1:21.326 | 5    |
| 6    | 1   | Kimi Räikkönen       | Ferrari             | 1:20.006 | 1:19.546  | 1:21.516 | 6    |
| 7    | 5   | Fernando Alonso      | Renault             | 1:20.229 | 1:19.816  | 1:21.698 | 7    |
| 8    | 10  | Mark Webber          | Red Bull-Renault    | 1:20.073 | 1:20.046  | 1:21.732 | 8    |
| 9    | 11  | Jarno Trulli         | Toyota              | 1:19.942 | 1:19.486  | 1:21.767 | 9    |
| 10   | 6   | Nelson Piquet jr.    | Renault             | 1:20.583 | 1:20.131  | 1:22.371 | 10   |
| 11   | 15  | Sebastian Vettel     | Toro Rosso-Ferrari  | 1:20.157 | 1:20.144  |          | 11   |
| 12   | 16  | Jenson Button        | Honda               | 1:20.888 | 1:20.332  |          | 12   |
| 13   | 9   | David Coulthard      | Red Bull-Renault    | 1:20.505 | 1:20.502  |          | 13   |
| 14   | 14  | Sébastien Bourdais   | Toro Rosso-Ferrari  | 1:20.640 | 1:20.963  |          | 191  |
| 15   | 7   | Nico Rosberg         | Williams-Toyota     | 1:20.748 | Geen tijd |          | 14   |
| 16   | 3   | Nick Heidfeld        | BMW Sauber          | 1:21.045 |           |          | 15   |
| 17   | 8   | Kazuki Nakajima      | Williams-Toyota     | 1:21.085 |           |          | 16   |
| 18   | 17  | Rubens Barrichello   | Honda               | 1:21.332 |           |          | 17   |
| 19   | 21  | Giancarlo Fisichella | Force India-Ferrari | 1:21.670 |           |          | 18   |
| 20   | 20  | Adrian Sutil         | Force India-Ferrari | 1:22.113 |           |          | 20   |

- 1 Sébastien Bourdais werd vijf plaatsen achteruitgezet voor het belemmeren van Nick Heidfeld tijdens de eerste kwalificatiesessie.

## Race
| Pos. | Nr. | Coureur              | Constructeur        | Rondes | Tijd / Oorzaak uitval | Grid | Punten |
| ---- | --- | -------------------- | ------------------- | ------ | --------------------- | ---- | ------ |
| 1    | 23  | Heikki Kovalainen    | McLaren-Mercedes    | 70     | 1:37:27.067           | 2    | 10     |
| 2    | 12  | Timo Glock           | Toyota              | 70     | +11.061               | 5    | 8      |
| 3    | 1   | Kimi Räikkönen       | Ferrari             | 70     | +16.856               | 6    | 6      |
| 4    | 5   | Fernando Alonso      | Renault             | 70     | +21.614               | 7    | 5      |
| 5    | 22  | Lewis Hamilton       | McLaren-Mercedes    | 70     | +23.048               | 1    | 4      |
| 6    | 6   | Nelson Piquet jr.    | Renault             | 70     | +32.298               | 10   | 3      |
| 7    | 11  | Jarno Trulli         | Toyota              | 70     | +36.449               | 9    | 2      |
| 8    | 4   | Robert Kubica        | BMW Sauber          | 70     | +48.321               | 4    | 1      |
| 9    | 10  | Mark Webber          | Red Bull-Renault    | 70     | +58.834               | 8    |        |
| 10   | 3   | Nick Heidfeld        | BMW Sauber          | 70     | +1:07.709             | 15   |        |
| 11   | 9   | David Coulthard      | Red Bull-Renault    | 70     | +1:10.407             | 13   |        |
| 12   | 16  | Jenson Button        | Honda               | 69     | +1 ronde              | 12   |        |
| 13   | 8   | Kazuki Nakajima      | Williams-Toyota     | 69     | +1 ronde              | 16   |        |
| 14   | 7   | Nico Rosberg         | Williams-Toyota     | 69     | +1 ronde              | 14   |        |
| 15   | 21  | Giancarlo Fisichella | Force India-Ferrari | 69     | +1 ronde              | 18   |        |
| 16   | 17  | Rubens Barrichello   | Honda               | 68     | +2 rondes             | 17   |        |
| 17   | 2   | Felipe Massa         | Ferrari             | 67     | Motor                 | 3    |        |
| 18   | 14  | Sébastien Bourdais   | Toro Rosso-Ferrari  | 67     | +3 rondes             | 19   |        |
| DNF  | 20  | Adrian Sutil         | Force India-Ferrari | 62     | Remmen                | 20   |        |
| DNF  | 15  | Sebastian Vettel     | Toro Rosso-Ferrari  | 22     | Oververhitting        | 11   |        |

## Noot
- Dit was de tiende pole position voor Lewis Hamilton.
- Eerste podiumplaats voor Timo Glock.
- Eerste (en enige) Grand Prix-winst voor Heikki Kovalainen.

1936 · 1986 · 1987 · 1988 · 1989 · 1990 · 1991 · 1992 · 1993 · 1994 · 1995 · 1996 · 1997 · 1998 · 1999 · 2000 · 2001 · 2002 · 2003 · 2004 · 2005 · 2006 · 2007 · 2008 · 2009 · 2010 · 2011 · 2012 · 2013 · 2014 · 2015 · 2016 · 2017 · 2018 · 2019 · 2020 · 2021 · 2022 · 2023 · 2024 · 2025 · 2026 · 2027 · 2028 · 2029 · 2030 · 2031 · 2032